# Meo Abbracciavacca
Bartolomeo Abbracciavacca dit Meo (... - 1313) était un poète italien actif à Pistoia (en Toscane) à la fin du XIIIe et au début de XIVe siècle.

## Œuvre

### Canzoni
Il a écrit 3 canzoni :
- Sovente aggio pensato di tacere
- Madonna
- Considerando l'altéra valenza, inspiré d'un chant de Panuccio del Bagno.

### Sonnets
- Vacche né tora pió nepente bado
- A scuro loco conven lume clero
- Parlare scuro, dimandando, dove
- Vita noiosa, pena soffrir làne
- Non volontà, ma omo fa ragione
- Amore amaro, a morte m' hai feruto
- Se 'l filosofo dice: È necessaro
- Poi sento ch'ogni lutto da Dio tegno
- Pensando ch'ogni cosa aggio da Dio

## Source
- (it) Cet article est partiellement ou en totalité issu de l’article de Wikipédia en italien intitulé « Meo Abbracciavacca » (voir la liste des auteurs).